# HMS Ambuscade (F172)
La HMS Ambuscade (F172) fue una fragata clase Amazon de la Marina Real.

## Construcción y características
La fragata Active fue puesta en grada el 1 de septiembre de 1971 en el astillero Yarrow Ltd. de Glasgow y fue botada el 18 de enero de 1973. Finalmente fue asignada a la Marina Real el 5 de septiembre de 1975.
La Active tenía un desplazamiento de 2750 toneladas con carga estándar y hasta 3250 t a plena carga. Era propulsado por un sistema COGOG, compuesto por dos turbinas de gas Rolls-Royce Olympus TM3B de 56 000 caballos de fuerza de vapor (bhp) y otras dos turbinas, también de gas, Rolls-Royce Tyne RM1A de 8500 bhp.
Su armamento consistía en un cuatro lanzadores de misiles antibuque Exocet, un lanzador cuádruple de misiles antiaéreos Sea Cat, un cañón Mk 8 de calibre 114 mm y dos cañones simples de 20 mm.

## Historia de servicio
El HMS Active participó de la guerra de las Malvinas zarpando de Gibraltar el lunes 3 de mayo bajo el mando del comandante P. J. Mosse. El sábado 22 de mayo —durante la batalla de San Carlos— se unió al Grupo de Batalla de Portaviones, que mantenía la Zona de Exclusión Total.
El 25 de mayo, ante el lanzamiento de misiles Exocet por parte del enemigo, la fragata Ambuscade disparó chaff para defender la flota. Mas ambos misiles hicieron blanco en el portacontenedores Atlantic Conveyor.
El 12 de junio, la fragata Ambuscade proporcionó apoyo de fuego con su cañón de 144 mm a las fuerzas terrestres británicas durante la batalla por Puerto Argentino. Después del fin del conflicto, la fragata Ambuscade partió a Gran Bretaña en julio.